# Tel Arca
O Tel Ara (em árabe: عرقا; romaniz.: arqā) é um sítio arqueológico localizado no Norte do Líbano, no distrito de Akkar, em Arca. A cidade era conhecida como Arca de Cesareia na época romana.
O sítio está localizado a cerca de 1 km a oeste da cidade de Miniara e cerca de 20 km ao nordeste da capital Trípoli.

## História
O sítio de Tel Arca tem origens muito antigas. O sítio pode ter sido permanentemente habitado no sexto milênio, embora até a data os artefatos mais antigos encontrados são atribuídos a meados do terceiro milênio. Na verdade, em escavações entre 1978 e 1981 foram desenterrados artefatos históricos que datam da Idade do Bronze. Os principais artefatos achados são datados do período da Idade do Bronze (bairro com casas), Idade do Bronze Médio (‘’tumba do guerreiro”, cerâmica artesanal, túmulos e fortes). As descobertas da Idade do Bronze são de casas e túmulos.
Arca na Antiguidade, também chamado Ircata, e seus habitantes, chamado Arkites ou Arqiens, são mencionados na Bíblia.
O nome da cidade de Irqata também aparece nas Cartas de Amarna, como quando os anciãos da cidade enviaram uma carta ao faraó Aquenáton para pedir sua ajuda contra o ataque de Habiru.
Na época das Cruzadas ocorreu uma grande importância estratégica devido à sua posição de poder controlar as estradas que conduzem a partir de Trípoli para Homs e Tartus. Durante a Primeira Cruzada, Raimundo IV de Toulouse sitiou a cidade em 1099, mas não conseguiu conquistá-la. Seu sobrinho, Guilherme-Jordão da Cerdanha, em 1108, após três semanas de cerco, tomou a cidade e, em seguida, anexou o Condado de Trípoli. Após a conquista, foi construído um castelo fortificado, ou um forte, que está em ruínas. Em 1167, Noradine aproveitando-se do cativeiro de Raimundo III de Trípoli, tenta ter Arca. O rei de Jerusalém, Amalrico I doa Arca aos Cavaleiros de Malta.
Em 1171, a cidade foi novamente cercada pelo atabegue de Moçul, e sofreu danos pesados, porém resistiu.
A cidade de Arca é definitivamente perdida em 1266 (ou 1265) pelos ataques do Sultão mameluco Baibars, que levou ao colapso o Condado de Trípoli.